# Mycoplasma genitalium

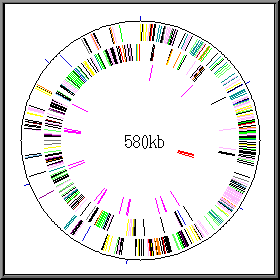
Genkarta av Mycoplasma genitalium

Mycoplasma genitalium är en liten bakterie som smittar vid samlag. Det är en i Sverige "ny" könssjukdom eftersom man inte känt till den innan 1980, och tros vara en av de vanligaste könssjukdomarna.
Anledningen till att Mycoplasma genitalium inte tidigare uppmärksammats är att den är oerhört svår att odla i laboratorium. Man kunde därför inte påvisa bakterien före utvecklingen av gentekniken på 1980-talet.
I dag har flera studier i Sverige och utomlands visat att Mycoplasma genitalium-infektionen liknar klamydiainfektionen i symptom och är hälften så vanlig som, eller nästan lika vanlig som, klamydian. Detta skulle göra Mycoplasma genitalium-infektion till en av Sveriges vanligaste könssjukdomar.
Trots detta har Mycoplasma genitalium ännu inte fått någon större uppmärksamhet i Sverige. 
Det har ännu inte bekräftats i tillräckligt många studier att det skulle finnas ett samband mellan Mycoplasma genitalium-infektion och ofrivillig barnlöshet, något som är väl belagt för klamydia.

## Diagnostik
Mykoplasma diagnostiseras vanligtvis med hjälp av ett urinprov eller sekretprov. Det kan också vara aktuellt med ett prov från ändtarmen, slidan eller munnen. Var provet tas beror på vilken typ av sex man har haft, då detta är avgörande för var på kroppen smittan kan ha skett. Om du testar positivt för mykoplasma i underlivet eller i munnen bör även din(a) sexpartner(s) låta sig testas.
Nukleinsyrapåvisning med PCR är idag den metod som används vid rutindiagnostik för att detektera förekomst av Mycoplasma genitalium. För screeningpositiva prover bör nedströms analys utföras med avseende på makrolidresistensbestämning. För sällsynt svåra fall med konstaterad resistens mot makrolider och misstanke om förekommande kinolonresistens kan kompletterande analys för undersökning av associerade resistensmutationer beställas från Nationellt referenslaboratorium för bakteriell STI, Klinisk mikrobiologi, Universitetssjukhuset Örebro.

## Behandling
Mycoplasma genitalium behandlas med antibiotika. Generellt sett förskrivs antibiotika för behandling under fem dagar vid mykoplasma. Under behandlingsperioden bör man avstå från att ha sex, då risken finns att infektionen annars sprids vidare. I vissa fall får man efter avslutad behandling lämna ytterligare ett prov för att säkerställa att bakterieinfektionen är botad.
Om man är infekterad av mykoplasmabakterien löper man högre risk att drabbas för andra sexuellt överförbara sjukdomar utöver mycoplasma genitalium. Det bästa skyddet mot mykoplasma är att använda kondom vid vaginalt eller analt samlag, eller om man delar dildo med en annan person.

## Forskning

### Datorsimulering
Mycoplasma genitalium är den första organism som har datorsimulererats i sin helhet på molekylär nivå. Den 20 juli 2012 tillkännagav Stanford University och Craig Venter Institute framgångsrik simulering av hela livscykeln för en Mycoplasma genitalium cell, i tidskriften Cell. Alla cellulära processer integreras i en enda simuleringsmodell som beskriver samspelet mellan 28 kategorier av molekyler inklusive DNA med 525 gener, RNA, proteiner och metaboliter. Simuleringen kördes på ett 128 kärnors Linux-kluster, den tog 10 timmar för en enda M. genitalium-cell att dela sig en gång och den genererade en halv gigabyte data.

## Fotnoter
1. ↑  ”The Smallest Genome that Sustains Independent Life”. 2001. Arkiverad från originalet den 15 maj 2008. https://web.archive.org/web/20080515205224/http://www.er.doe.gov/Sub/Accomplishments/Decades_Discovery/77.html.
2. 1 2  ”1177 - Mykoplasma i underlivet”. http://www.1177.se/Skane/Fakta-och-rad/Sjukdomar/Mykoplasma-i-underlivet/. Läst 27 oktober 2014.
3. ↑  Harriet Mellenius et al. (2005). ”Mycoplasma genitalium bör misstänkas vid ospecifik uretrit och cervicit”. Läkartidningen 102 (47):  sid. 3538-3540. https://lakartidningen.se/wp-content/uploads/OldWebArticlePdf/2/2559/LKT0547s3538_3541.pdf.
4. ↑  1177.se. ”Mykoplasma i underlivet”. www.1177.se. http://www.1177.se/Fakta-och-rad/Sjukdomar/Mykoplasma-i-underlivet/. Läst 26 februari 2017.
5. ↑  Jensen, J.S.; Cusini, M.; Gomberg, M.; Moi, H.; Wilson, J.; Unemo, M. (2022-05). ”2021 European guideline on the management of Mycoplasma genitalium infections” (på engelska). Journal of the European Academy of Dermatology and Venereology 36 (5):  sid. 641–650. doi:10.1111/jdv.17972. ISSN 0926-9959. https://onlinelibrary.wiley.com/doi/10.1111/jdv.17972. Läst 26 september 2024.
6. ↑  ”Svenska Sällskapet för Dermatologi och Venereologi (SSDV), rekommendationer STI, Mycoplasma genitalium”. Svenska Sällskapet för Dermatologi och Venereologi (SSDV). 17 juni 2022. https://ssdv.se/images/Rekommendationer_Mycoplasma_genitalium_2022.pdf. Läst 26 september 2024.
7. ↑  ”Ny analys - Kinolonresistens hos Mycoplasma genitalium - SLIM”. www.folkhalsomyndigheten.se. 19 september 2023. https://www.folkhalsomyndigheten.se/slim/nyheter/ny-analys---kinolonresistens-hos-mycoplasma-genitalium/. Läst 26 september 2024.
8. ↑  ”Nationella referenslaboratorier för bakteriell STI (Neisseria gonorrhoeae, Chlamydia trachomatis, Mycoplasma genitalium, Treponema pallidum, Haemophilus ducreyi, Ureaplasma urealyticum) - SLIM”. www.folkhalsomyndigheten.se. 10 november 2023. Arkiverad från originalet den 26 september 2024. https://web.archive.org/web/20240926124711/https://www.folkhalsomyndigheten.se/slim/nationella-referenslaboratorier/nrl/28.-bakteriell-sti-neisseria-gonorrhoeae-chlamydia-trachomatis-mycoplasma-genitalium-treponema-pallidum-haemophilus-ducreyi-ureaplasma-urealyticum/nationella-referenslaboratorier-for-bakteriell-sti-neisseria-gonorrhoeae-chlamydia-trachomatis-mycoplasma-genitalium-treponema-pallidum-haemophilus-ducreyi-ureaplasma-urealyticum/. Läst 26 september 2024.
9. ↑  ”Mycoplasma genitalium, infektion”. www.internetmedicin.se. http://www.internetmedicin.se/page.aspx?id=5409. Läst 30 december 2015.
10. ↑  ”Mykoplasma”. www.umo.se. http://www.umo.se/Sex/Konssjukdomar/Mykoplasma/. Läst 26 februari 2017.
11. ↑  Karr, Jonathan R.; Sanghvi, Jayodita C.; Macklin, Derek N.; Gutschow, Miriam V.; Jacobs, Jared M.; Bolival, Benjamin; Assad-Garcia, Nacyra; Glass, John I.;  et al. (2010). ”A Whole-Cell Computational Model Predicts Phenotype from Genotype”. Cell 150 (2):  sid. 389–401. doi:10.1016/j.cell.2012.05.044. PMID 22817898.
12. ↑  ”The virtual cell that simulates life” (på engelska). BBC. 31 juli 2012. https://www.bbc.com/news/science-environment-19016772.